# Врх над Крашњо
Врх над Крашњо (словен. Vrh nad Krašnjo) је насељено место у општини Луковица, Средњесловенска регија, Словенија.

## Историја
До територијалне реорганизације у Словенији био је у саставу старе општине Домжале.

## Становништво
У попису становништва из 2011. године, Врх над Крашњо је имао 55 становника.
| Број становника према пописима | Број становника према пописима | Број становника према пописима |
| ------------------------------ | ------------------------------ | ------------------------------ |
| 1991                           | 2002                           | 2011                           |
| 47                             | 53                             | 55                             |

Напомена: До 1955. исказивано под именом Врх.